# Мачабели, Иван Георгиевич
Иване Мачабели (груз. ივანე გიორგის ძე მაჩაბელი; 27 января [8 февраля] 1854 или 8 февраля 1854, Тамарашени, Тифлисская губерния, Российская империя — 26 июня [8 июля] 1898 или 8 июля 1898, Тифлис, Тифлисская губерния, Российская империя) — грузинский писатель, журналист и общественный деятель, известный переводами Шекспира.

## Биография
Родился в старой грузинской аристократической семье Мачабели, в селе Тамарашени (ныне на территории де факто Республики Южная Осетия рядом с Цхинвалом).
Учился в Санкт-Петербурге, Германии и Париже.
После возвращения в Грузию, предложил Илье Чавчавадзе сотрудничество в делах возрождения грузинской культуры и против императорской власти России. Работал главным редактором ведущих национальных периодических изданий Грузии «Иверия» и «Дроеба».
Вместе с рядом других деятелей грузинской культуры участвовал в создании «Общества распространения грамотности среди грузин».
В период деятельности Тбилисского грузинского местного банка входил в его правление как один из директоров, был вторым лицом в банке после председателя Ильи Чавчавадзе.
26 июня 1898 года Мачабели вышел из своей тифлисской квартиры и после этого исчез.

## Творчество
Всю свою жизнь работал над переводами Шекспира. Никогда не бывавший в Англии, Мачабели прекрасно перевёл Гамлет, Отелло, Макбет, Ричард III, Юлий Цезарь, Антоний и Клеопатра. Эти переводы до сих пор являются стандартом репертуара Театра им. Руставели.

## Память
Дом-музей Иване Мачабели находился в бывшем ныне селе Тамарашени (ближайшее село спутник г. Цхинвала) в родовом доме писателя, построенном в XIX веке. В ходе грузино-осетинских конфликтов (1997, война 2008 года в Грузии) музей подвергся разрушению.
Именем Мачабели названа улица в Тбилиси, один из театров на проспекте Агмашенебели.